# تنگی نایژه ناشی از ورزش
آسم ناشی از ورزش (انگلیسی: Exercise-induced asthma) (به اختصار: E.I.A.) وقتی رخ می‌دهد که مجاری هوایی در اثر ورزش تنگ شوند. اصطلاح ارجح برای این حالت تنگی نایژه ناشی از ورزش (انگلیسی: Exercise-induced bronchoconstriction) (به اختصار: EIB) است؛ ورزش باعث آسم نمی‌شود اما اغلب محرک آسم است.